# Gåsberget
Gåsberget este o arie protejată (arie specială de conservare — SAC, sit de importanță comunitară — SCI, arie de protecție specială avifaunistică — SPA) din Suedia întinsă pe o suprafață de 586 ha, integral pe uscat.

## Localizare
Centrul sitului Gåsberget este situat la coordonatele 61°18′11″N 15°20′11″E / 61.3031°N 15.3364°E.

## Înființare
Situl Gåsberget a fost declarat sit de importanță comunitară în decembrie 1995 pentru a proteja 11 specii de animale. Alte tipuri de protecție:
- arie de protecție specială avifaunistică (în decembrie 1996)[2]
- arie specială de conservare (în martie 2011)[1][3][4]

## Biodiversitate
Situată în ecoregiunea boreală, aria protejată conține 8 habitate naturale: Lacuri și iazuri distrofice naturale, Taiga vestică, Râuri naturale fino-scandinave, Mlaștini turboase de tranziție și turbării mișcătoare, Turbării Aapa, Mlaștini împădurite, Cursuri de apă de la nivel de câmpie la nivel montan, cu vegetație Ranunculion fluitantis și Callitricho-Batrachion, Păduri caducifoliate de mlaștină fino-scandinave.
La baza desemnării sitului se află mai multe specii protejate:
- păsări (9): minunița (Aegolius funereus), ciuf de câmp (Asio flammeus), ciocănitoare neagră (Dryocopus martius), muscar (Ficedula parva), cufundar polar (Gavia arctica), ciocănitoare de munte (Picoides tridactylus), huhurezul mic (Strix uralensis), Surnia ulula,  cocoș de munte (Tetrao urogallus)
- nevertebrate (2): Stephanopachys linearis, Stephanopachys substriatus